# トヨタ・パートナーロボット

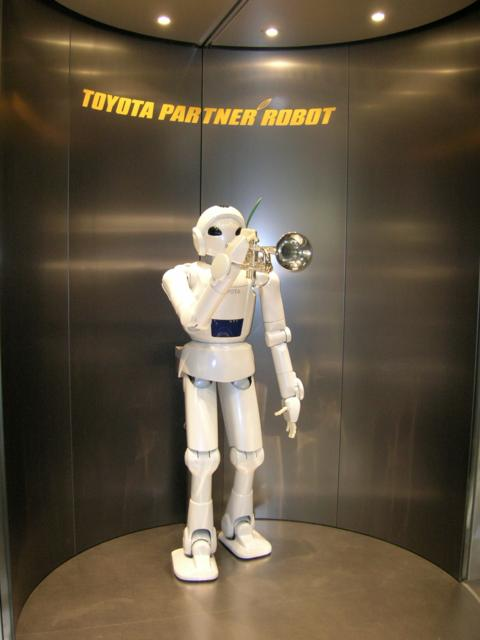
トヨタ・パートナーロボット　二足歩行型（産業技術記念館　2006年）

トヨタ・パートナーロボットは「アシスタント」「福祉」「製造」「モビリティ」など「人の活動をサポートする」事を目指してトヨタ自動車が開発したロボットの総称。2004年3月に「二足歩行型」「二輪走行型」「搭乗歩行型」の3種類が発表され、この内「搭乗歩行型」が i-foot のベースとなった。
2005年3月から開催された愛・地球博のトヨタグループ館ではパートナーロボット8体による楽団『CONCERO』を編成し、コンセプトビークル i-unit と i-foot も登場するショーを行った。トランペットなどの演奏については、人間の唇同様に動く人工唇を開発する事で人間用の金管楽器をそのまま使用する事を可能にしたと言う。
万博での公開が終わった2006年以降、パートナーロボットによるデモンストレーションはトランペット演奏を行なうものについてトヨタ産業技術記念館やトヨタ会館、アムラックスなどで見る事が出来たが、産業技術記念館は2012年6月10日で、トヨタ会館では2015年3月6日で引退 、アムラックスは2013年12月23日をもって営業を終了している。